# Edith Rawdon-Hastings (10e comtesse de Loudoun)
Edith Maud Rawdon-Hastings, 10e comtesse de Loudoun (10 décembre 1833-23 janvier 1874) est une pair écossaise. Elle est décédée à l'âge de 41 ans après avoir pris soin de Rowallan Castle (en). George Gilbert Scott construit un monument de style Eleanor Cross qui est à Ashby-de-la-Zouch.

## Biographie
Elle est née en 1833, fille de George Rawdon-Hastings (2e marquis d'Hastings) et de son épouse Barbara Yelverton. Elle est très attachée à l'ancien manoir de la famille Mure le château de Rowallan près de Kilmaurs dans l'Ayrshire. Elle dépense des sommes considérables pour réparer l'ancien édifice et sans son implication, ce bâtiment remarquable n'existerait plus.
Le 30 avril 1853, elle épouse Charles Clifton, 1er baron Donington, qui prend le nom d'Abney-Hastings, pour hériter d'un cousin, Charles Abney-Hastings, 2e baronnet, petit-fils naturel du 10e comte de Huntingdon (frère de la grand-mère d'Edith). Ils ont six enfants:

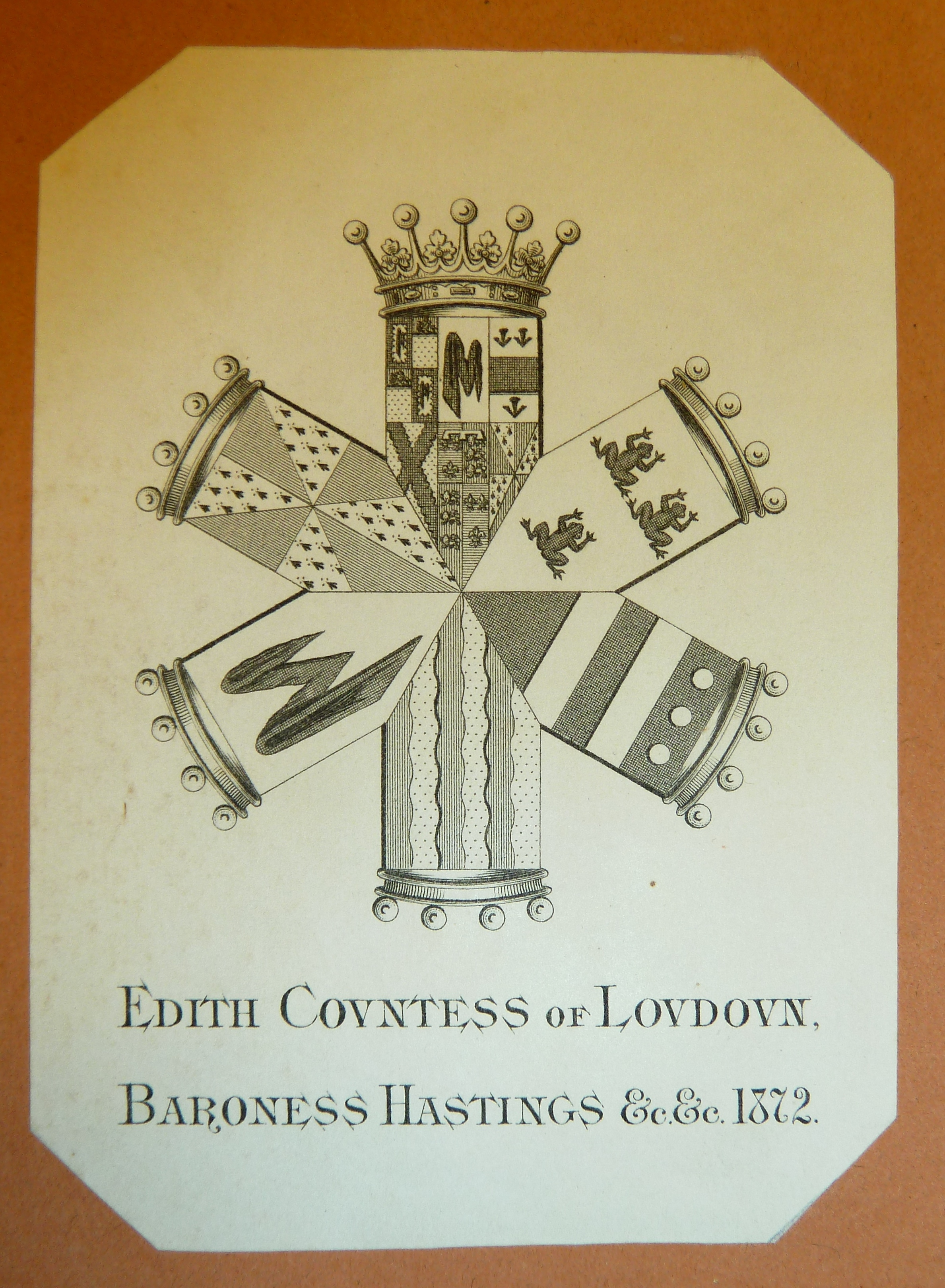
Son ex-libris

- Flora Paulyna Hetty Barbara Abney Hastings (1854-1887) mariée à Henry Fitzalan-Howard (15e duc de Norfolk)
- Charles Edward Hastings Clifton, 11e comte de Loudoun (1855-1920)
- Paulyn Francis Cuthbert-Rawdon Hastings (1856-1907) marié à Maud Grimston, fille de James Grimston (2e comte de Verulam), dont Edith Abney-Hastings (12e comtesse de Loudoun) (en).
- Gilbert Theophilus Clifton-Hastings-Campbell, 3e baron Donington (1859-1927) marié à Maud Kemble Hamilton, fille de Charles Hamilton, 1er baronnet. Ils ont quatre filles, dont l'une épouse Edward Orde McTaggart-Stewart, 2e baronnet.
- Henry Cecil Plantagenet Clifton, qui est mort jeune.
- Egidia Sophia Frederica Christina Clifton (1870-1892).

En 1866, Rawdon-Hastings dessine un tableau qu'elle appelle "Skeleton Ball". Il est maintenant dans la Tate.
Après sa mort, son mari veuf est créé baron Donington. Après sa mort, le monument de Loudoun est érigé à Ashby. Le monument octogonal de George Gilbert Scott est basé sur les croix Eleanor et est maintenant une structure classée Grade II.